# Una famiglia in affitto
Una famiglia in affitto (Une famille à louer) è un film del 2015 diretto da Jean-Pierre Améris.

## Trama
Paul-André Delalande è un informatico di successo e vive in una casa lussuosa, con un maggiordomo sempre al suo servizio. Ma tutto ciò non gli basta; dopo il casuale incontro con Violette Mandini, madre di due figli, per rompere la quotidianità i due si mettono d'accordo di avere una "finta" relazione tra di loro: lui si offre di pagarle tutti i debiti. Violette invece per ricambio dovrà ospitarlo per tre mesi e fargli scoprire le gioie della vita familiare.